# 야마구치 노보루 (작가)
야마구치 노보루(ヤマグチノボル, 1972년 2월 11일 ~ 2013년 4월 4일)은 일본의 라이트노벨 작가이자 게임 시나리오라이터이다. 대표작은 제로의 사역마와 에로게인 마계천사 지브릴이다. 본명은 밝혀지지 않았으며 야마구치 쇼이치(일본어: 山口昇一 야마구치쇼우이치[*])라는 필명을 사용한 적이 있다. 하지만 이 필명은 2005년을 마지막으로 사용되지 않고 있다.
2011년에 말기 암으로 입원하였지만, 병원측에서는 그가 회복될 수 있음을 언급하였고, 2011년 8월에는 제로의 사역마 아니메화 4기 계획을 발표하였다. 그리고 그는 3기와는 다르게 직접 참여할 것이라고 트위터 상에서 밝혔으나, 2013년 4월 11일에 미디어팩토리는 그가 4월 4일에 암 투병중 사망하였음을 발표하였다. 향년 42세

## 작품
- 제로의 사역마
  - 열풍의 기사희
  - 타바사의 모험
- 마계천사 지브릴
  - 마계천사 지브릴 2
  - 마계천사 지브릴 3
- 카나리아 - 이 마음을 노래에 실어
- 시스터 스프링
- 꿈꾸는 달의 루나르티어